# Kanton Lasseube
Kanton Lasseube (francouzsky Canton de Lasseube) je francouzský kanton v departementu Pyrénées-Atlantiques v regionu Akvitánie. Tvoří ho pět obcí.

## Obce kantonu
- Aubertin
- Estialescq
- Lacommande
- Lasseube
- Lasseubetat